# جورجي آدميا
جورجي آدميا هو لاعب كرة قدم جورجي في مركز الهجوم، ولد في 10 مارس 1981 في تبليسي في جورجيا. لعب مع نادي باكو ونادي زستافوني ونادي سيوني بولنيسي ونادي قره باغ ونادي كشله ونادي نيفتشي باكو وويت جورجيا.

## وصلات خارجية
- جورجي آدميا على موقع قاعدة بيانات كرة القدم.إي يو (الإنجليزية)
- جورجي آدميا على موقع Soccerway.com (الإنجليزية)
- جورجي آدميا على موقع عالم كرة القدم.نت (الإنجليزية)